# Michael Hirschfeld
Michael Hirschfeld (* 25. Juli 1971 in Delmenhorst) ist ein deutscher Historiker.

## Leben
Michael Hirschfeld studierte Geschichte und Germanistik an der Universität Münster, wo er 1997 das Erste Staatsexamen für das Lehramt an Gymnasien ablegte. 2001 wurde er an der Universität Vechta promoviert. Nach dem Zweiten Staatsexamen 2003 war er bis 2009 Wissenschaftlicher Mitarbeiter am Institut für Geschichte und historische Landesforschung (IGL) der Hochschule Vechta. Seit 2009 unterrichtet er am Gymnasium Lohne. Nach der Habilitation 2011 an der Universität Vechta wurde ihm der Titel Privatdozent verliehen, 2020 der Titel außerplanmäßiger Professor. Hirschfeld ist ordentliches Mitglied der Historischen Kommission für Niedersachsen und Bremen und der Historischen Kommission für Schlesien. Seine Forschungsschwerpunkte sind kirchliche Zeitgeschichte, Landesgeschichte Nordwestdeutschlands und Schlesiens, Kirche und Staat im 19. und 20. Jahrhundert, Integration der Vertriebenen nach 1945 und Bildungsgeschichte.
Hirschfeld ist Mitglied im Ritterorden vom Heiligen Grab zu Jerusalem. Er wurde am 17. Mai 2008 im Kölner Dom durch den Lateinischen Patriarchen von Jerusalem Erzbischof Michel Sabbah investiert und gehört der Komturei St. Wiho Osnabrück-Vechta an.
Michael Hirschfeld ist Gründungsmitglied und Direktor des 2021 gegründeten Instituts für Regionalgeschichte und Katholizismusforschung e. V. 2022 ist er in den Wissenschaftlichen Beirat der Zeitschrift der Katholisch-Theologischen Fakultät der Universität Opole (Oppeln) Studia Teologiczno-Historyczne Śląska Opolskiego (Theologisch-historische Studien des Oppelner Schlesien) berufen worden. Michael Hirschfeld schrieb zahlreiche Artikel für das Biographisch-Bibliographische Kirchenlexikon (BBKL).

## Schriften (Auswahl)
- Prälat Franz Monse. Großdechant von Glatz (= Arbeiten zur schlesischen Kirchengeschichte. Band 7). Thorbecke, Stuttgart 1997, ISBN 3-7995-6457-8.
- Soziale Gerechtigkeit als Lebensaufgabe. Willy Althaus. Ein Vorkämpfer der Katholischen Arbeitnehmer-Bewegung in Delmenhorst und im Oldenburger Land (= Quellen und Beiträge zur Kirchengeschichte des Oldenburger Landes. Band 1). Plaggenborg, Vechta 2000, ISBN 3-929358-71-9.
- Katholisches Milieu und Vertriebene. Eine Fallstudie am Beispiel des Oldenburger Landes (= Forschungen und Quellen zur Kirchen- und Kulturgeschichte Ostdeutschlands. Band 33). Böhlau, Köln/Weimar/Wien 2002, ISBN 3-412-15401-6 (zugleich Dissertation, Vechta 2001).
- Die Bischofswahlen im Deutschen Reich 1887 bis 1914. Ein Konfliktfeld zwischen Staat und katholischer Kirche vom Ende des Kulturkampfes bis zum Ersten Weltkrieg. Aschendorff, Münster 2012, ISBN 978-3-402-12963-0 (zugleich Habilitationsschrift, Vechta 2011).
- Hrsg. (mit Franz Bölsker, Wilfried Kürschner, Franz-Josef Luzak): Im Anfang war Fürstenberg – Biografisches und Erinnertes. Liber Amicorum für Alwin Hanschmidt zum 75. Geburtstag (= Vechtaer Universitätsschriften. Band 30). LIT Verlag, Berlin u. a. 2013, ISBN 978-3-643-12405-0.
- Hrsg. (mit Franz Bölsker, Wilfried Kürschner, Franz-Josef Luzak): Dona historica. Freundesgaben für Alwin Hanschmidt zum 80. Geburtstag (= Vechtaer Universitätsschriften. Band 40). LIT Verlag, Berlin u. a. 2017, ISBN 978-3-643-13897-2, ISBN 978-3-643-33897-6 (PDF).
- Die Jesuiten – Ein zentraler Erinnerungsort in der Grafschaft Glatz. In: AGG-Mitteilungen, Band 16, 2017, S. 9–18 (PDF).
- Hrsg. (mit Maria Anna Zumholz): Oldenburgs Priester unter NS-Terror 1932-1945. Herrschaftsalltag in Milieu und Diaspora. Festschrift für Joachim Kuropka zum 65. Geburtstag. Aschendorff, Münster 2006, ISBN 3-402-02492-6, ISBN 978-3-402-02492-8.
- Hrsg. (mit Maria Anna Zumholz): Zwischen Seelsorge und Politik. Katholische Bischöfe in der NS-Zeit. Aschendorff, Münster 2018, 2., erweiterte Auflage, Aschendorff, Münster 2022, ISBN 3-402-13228-1, ISBN 978-3-402-13228-9.
- Hrsg.: Im Einsatz für die Heimat. 100 Jahre Heimatbund für das Oldenburger Münsterland 1919–2019. Heimatbund für das Oldenburger Münsterland, Cloppenburg 2019, ISBN 978-3-941073-27-2.
- Hrsg.: Luthers Lehre im Oldenburger Münsterland. Heimatbund für das Oldenburger Münsterland, Cloppenburg 2020, ISBN 978-3-941073-28-9.
- Hrsg.: Die katholische Kirche in Ostmitteleuropa nach dem Ersten Weltkrieg. Neuordnung der Staaten – Neuordnung der Seelsorge. Aschendorff, Münster 2020, ISBN 978-3-402-10185-8.
- (Mit Franz-Reinhard Ruppert): Arbeitswanderer in Delmenhorst in der Epoche des Kaiserreichs 1871–1918. Böhmen – Eichsfelder – Oberschlesier – Posener – Galizier in einer nordwestdeutschen Industriestadt. Isensee, Oldenburg 2021, ISBN 978-3-7308-1755-1.
- Hrsg. (mit Maria Anna Zumholz): Joachim Kuropka – streitbarer Historiker und engagierter Geschichtsvermittler. Fest- und Gedenkschrift zum 80. Geburtstag (= Schriften des Instituts für Regionalgeschichte und Katholizismusforschung, Band 1). Aschendorff, Münster 2021, ISBN 978-3-402-24794-5.
- Hrsg.: Prominente Vertriebene im Landkreis Vechta. Ein Veröffentlichungsprojekt mit Geschichtsstudierenden der Universität Vechta (= Schriften des Instituts für Regionalgeschichte und Katholizismusforschung, Band 3). Aschendorff, Münster 2022, ISBN 978-3-402-24947-5.
- Hrsg.: Von Sängern, Turnern und Feuerwehrleuten. Zur Vereinsgeschichte des Oldenburger Münsterlandes. Heimatbund für das Oldenburger Münsterland, Cloppenburg 2023, ISBN 978-3-941073-37-1.
- Hrsg.: Historische Lieblingsplätze im Oldenburger Münsterland. Aschendorff, Münster 2023. ISBN 978-3-402-25006-8.